# Rockwell X-30

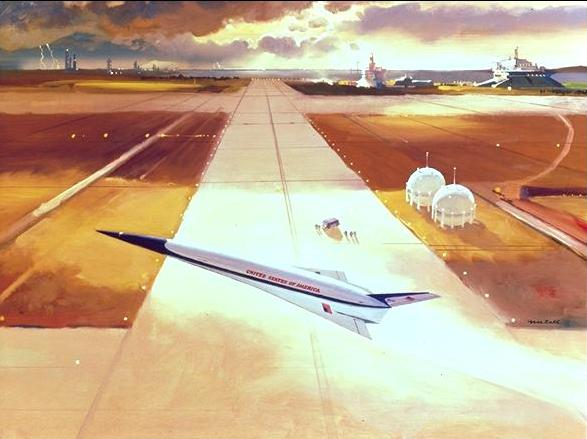
Designstudie von 1986 einer X-30 beim Start

Die Rockwell X-30 National Aero-Space Plane (NASP; Deutsch: nationales Luft-Weltraum-Flugzeug) war ein Versuch der USA, ein Raumflugzeug zu bauen, das mit nur einer luftatmenden Stufe in die Erdumlaufbahn gelangen sollte. Das Projekt wurde eingestellt, bevor das erste Fluggerät gebaut wurde.

## Entwicklung
Das NASP entstand aus einem Copper Canyon genannten Projekt der DARPA, das von 1982 bis 1985 lief. 1986 rief Präsident Ronald Reagan in seiner Rede zur Lage der Nation zur Aufnahme dieses Projekts auf. Das Projekt wurde von der NASA, der USAF, USN und dem United States Department of Defense finanziert. McDonnell Douglas, Rockwell International und General Dynamics bewarben sich für den Entwicklungsvertrag für das luftatmende Überschallflugzeug. Rocketdyne und Pratt & Whitney bewarben sich für die Entwicklung der Triebwerke.
1990 vereinten die Unternehmen ihre Kräfte unter der Federführung von Rockwell International, um die massiven technischen und finanziellen Hindernisse bewältigen zu können. Die Entwicklung der X-30 wurde bis 1993 fortgesetzt, als sie endgültig aus Kostengründen eingestellt wurde.

## Beschreibung

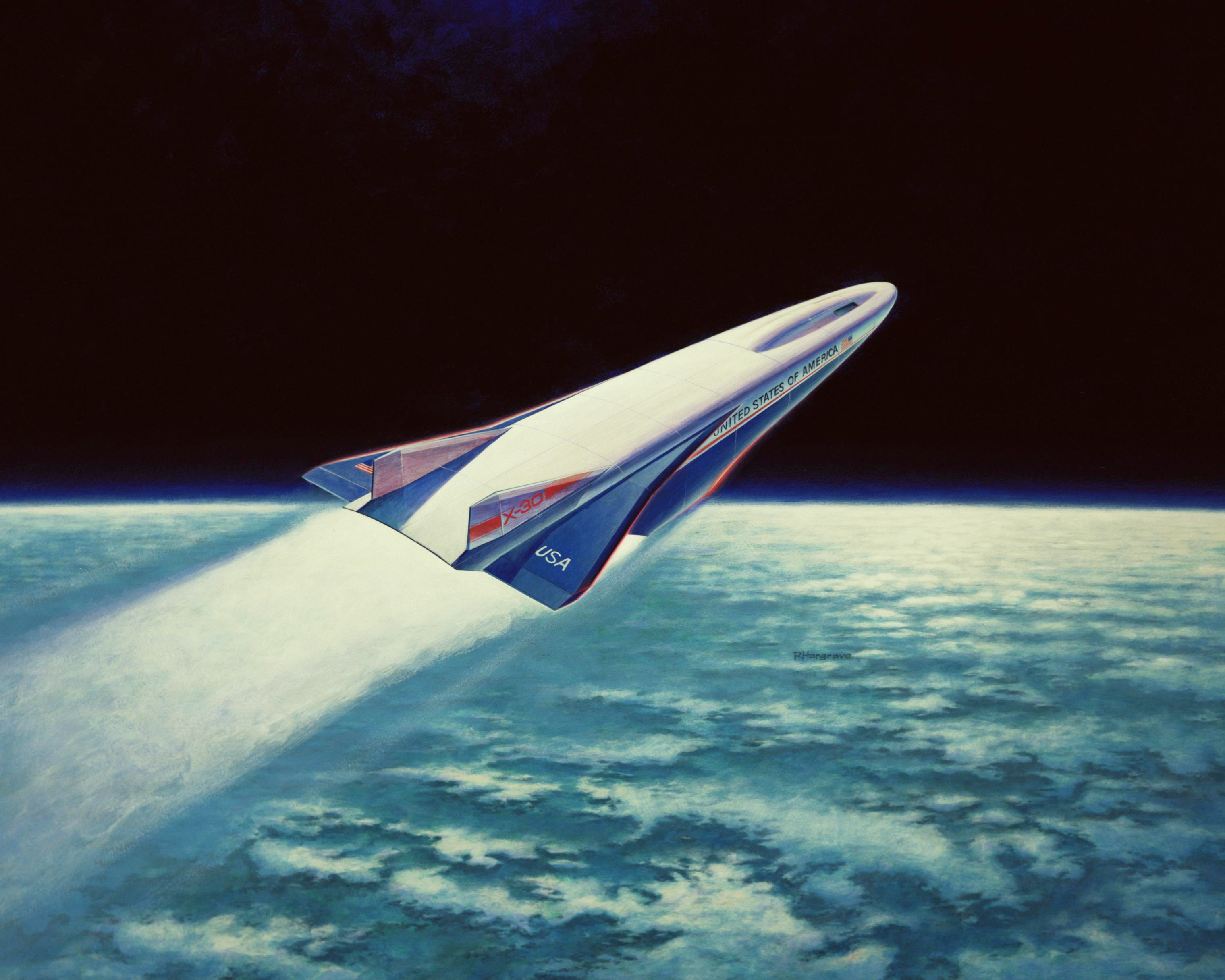
Zeichnung einer X-30 im Weltraum (1990)

Die X-30 war hauptsächlich ein hochintegriertes Triebwerk. Der schaufelartig geformte vordere Rumpf komprimierte die Luft, bevor sie in das Triebwerk eintrat. Die hintere Rumpfsektion bildete eine Art Düse um den Abgasstrahl wieder zu expandieren. Das Triebwerk war als Staustrahltriebwerk mit Überschallverbrennung (engl. Scramjet) ausgelegt. Bis zu diesem Zeitpunkt war allerdings noch nie ein Scramjet erfolgreich getestet worden.
Die X-30 war in aerodynamischer Hinsicht als Waverider ausgelegt. Der Großteil des Auftriebes sollte durch den Kompressionsauftrieb erzielt werden. Die Flügel waren nur als kleine Flossen ausgelegt, um die Fluglage beeinflussen zu können. Diese Auslegung wäre im Hochgeschwindigkeitsflug sehr effizient gewesen, hätte aber Start und Landung äußerst kompliziert gemacht.
Es wurde angenommen, dass die Temperatur an den meisten Teilen der Oberfläche der X-30 bis zu 980 °C und an Führungskanten und an den Triebwerken bis zu 1.650 °C betragen würde. Dieser Umstand machte es notwendig, neue leichte und hitzebeständige Materialien zu entwickeln. Zu diesen neuen Materialien zählte Gamma- und Alpha-Titanium-Aluminid, Reinforced Carbon-Carbon und Titan Matrix Composite mit Siliziumcarbidfasern. Das McDonnell Douglas Team nutzte Titan Matrix Composite, um ein Task D genanntes Teil des Rumpfes als Modell zu bauen. In dieses Rumpfteil wurde dann ein Tank für tiefgekühlten Wasserstoff aus CFK integriert. Kurz vor Ende des Programms 1992, wurde Task D erfolgreich bei mechanischer Belastung und 820 °C getestet.
Obwohl bei den Struktur- und Antriebsproblemen erhebliche Fortschritte gemacht wurden, hatte das NASP noch gewaltige Hürden zu überwinden. Das Department of Defense forderte, dass die X-30 eine zweiköpfige Besatzung und etwas Nutzlast transportieren können sollte. Als bemanntes Raumfahrzeug hätte die X-30 jedoch avionische Instrumente, Umweltkontrollen und umfassendes Sicherheitsequipment benötigt, was das Raumfahrzeug deutlich schwerer gemacht hätte und die Leistungsfähigkeit des Technologiedemonstrators überschritten hätte. Deshalb wurde das Projekt abgebrochen und auf Basis der X-30 die wesentlich kleinere und weniger leistungsfähige X-43 geschaffen.
Während der Entwicklungsarbeiten der X-30 stellte sich auch heraus, dass die zum Einschuss in eine Erdumlaufbahn nötige 1. Kosmische Geschwindigkeit (etwa Mach 25) allein mit einem Scramjet nicht zu erreichen war.

## Verwandte Themen
- Die Boeing X-43A wurde ebenfalls durch ein Scramjet angetrieben.
- Liste von Versuchsflugzeugen
- Tu-2000